# Virtually Normal: An Argument About Homosexuality
Virtually Normal: An Argument About Homosexuality é um livro de Andrew Sullivan publicado em 1995.

## Resumo
O livro apresenta ao leitor quatro grupos de argumentos relacionados com a homossexualidade na sociedade americana, expondo uma crítica racional sobre cada um:
- Os Proibicionistas (com referência a Tomás de Aquino e à Bíblia) argumentam que o comportamento homossexual é anti-natural, pelo que é prejudicial à sociedade e deve ser proibido.
- Os Liberacionistas (inspirados em Michel Foucault) acreditam que "homossexual" é uma etiqueta artificial que deve ser desconstruída, existindo apenas actos homossexuais.
- Os Conservadores acreditam que a homossexualidade é um assunto privado e que deve ser admitido desde que não salte para a esfera pública. A política militar americana Don't ask, don't tell é um exemplo recente da postura Conservadora.
- Os  Liberais, segundo Sullivan, seguem na linha do movimento dos direitos civis dos negros norte-americanos, defendendo protecção legal para a minoria homossexual com medidas como ação afirmativa.

Sullivan conclui com uma perspectiva pessoal sobre uma política ideal sobre a homossexualidade, uma posição intermédia entre os Conservadores e os Liberais, em que o Estado (a coisa "pública") é neutro em relação à questão de orientação sexual (tal como deve ser em relação a sexo, raça, etc.), não se imiscuindo nos assuntos privados dos cidadãos, ao passo que é deixada liberdade total aos indivíduos (o "privado") para se comportaram em relação à orientação sexual tal como entenderem, desde que respeitem a liberdade alheia.
Segundo este ponto de vista todas as leis discriminando os homossexuais devem ser repelidas, sendo concedidos aos homossexuais todos os direitos e deveres dos heterossexuais, incluindo o direito a servir abertamente o seu país como militares e o direito ao casamento. No entanto, o Estado não deve ir mais além, isto é, legislando de forma a promover mudanças culturais que protejam os homossexuais, pelo que, por exemplo, as leis que agravam penas no caso de conteúdo homofóbico de crimes ou as leis que impõem igualdade de oportunidades em contratos entre privados devem também ser repelidas.
Sullivan defende, no entanto, que faz parte da liberdade individual que cidadãos critiquem e desincentivem outros cidadãos em relação a comportamentos discriminatórios, isto é, é aceitável que uma empresa não contrate um funcionário por ele ser gay e também é aceitável que um cidadão escreva um artigo criticando e condenando essa empresa pela discriminação reflectida no seu acto; não é aceitável, no entanto, que o Estado legisle para determinar que as empresas devem procurar um equilíbrio em relação a minorias na sua contratação nem sequer para proibir a discriminação como razão para não contratação.

## Critíca
Embora elogiado pelo The New York Times, o livro foi criticado pelo The Journal of Homosexuality.
O livro de Michael Warner's de 1999, The Trouble With Normal, foi descrito como sendo uma resposta directa a Virtually Normal.